# Antonio Bettini
Pour les articles homonymes, voir Bettini.
Antonio Bettini (Sienne, 13 juin 1396 - 22 octobre 1487) était un religieux catholique et un écrivain italien actif au XVe siècle.

## Biographie

### L'homme du clergé
Antonio Bettini est né en 1396 à Sienne où en 1439 il a rejoint le couvent San Girolamo et a travaillé en étroite collaboration avec le pape Pie II. En 1461, Pie IIe le nomme évêque de Foligno.
Pour le pape Sixte IV, Bettini peut avoir voyagé en France (1474) et en Allemagne (1481).
Il se retira dans son couvent d'origine à Sienne en 1486 où il mourut un an plus tard.
Bettini était vénéré par les biographes et était parfois dénommé « Beato » (Bienheureux) (une étape vers la canonisation), mais cette désignation n'a jamais été suivie d'effet par l'église.

### L'écrivain
Antonio Bettini était connu comme un écrivain prolifique.
Son œuvre Monte Santo di Dio (1477) décrit comment utiliser la science et la vertu afin de parvenir à se rapprocher de Dieu. Ce travail, imprimé à Florence par l'éditeur-imprimeur Laurentii est particulièrement remarquable en ce qu'il est sans doute le premier ouvrage imprimé à contenir des estampes gravées sur feuille de cuivre. Elles ont été exécutés par Baccio Baldini, d'après une suite de dessins de Sandro Botticelli. Il contient trois estampes : la première représente la montagne symbolique de laquelle est tiré le nom — une barrière infranchissable pour certains, une échelle de salut pour les autres — ; la deuxième représente Jésus-Christ debout au centre d'une gloire typique des artistes italiens (la mandorla) ; la troisième représente l'enfer.

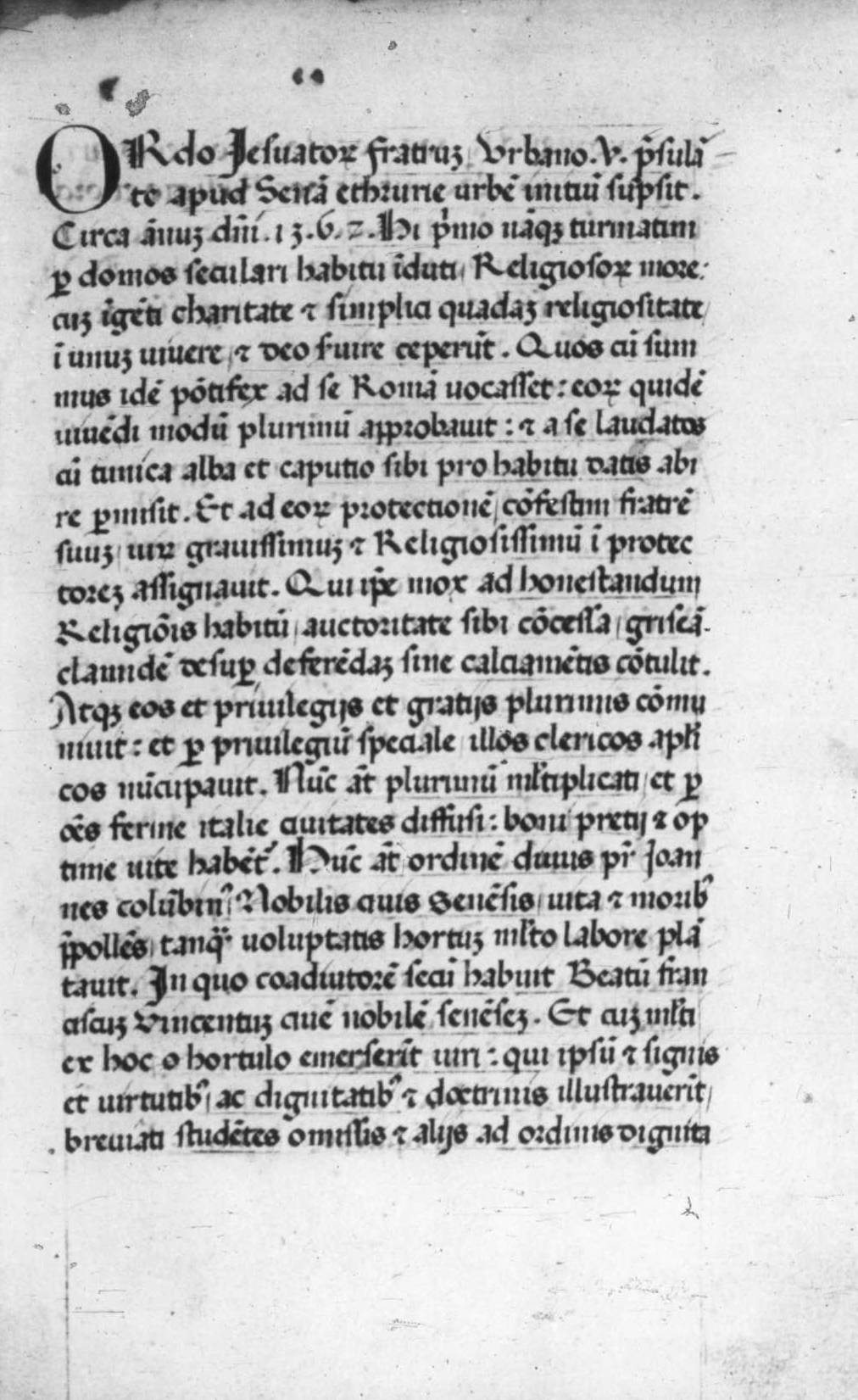
Tractatus sive allegationes, Roma 1492, manuscrit du 15e siècle. Parma, Biblioteca Palatina, Fondo Parmense.